# Penske Racing

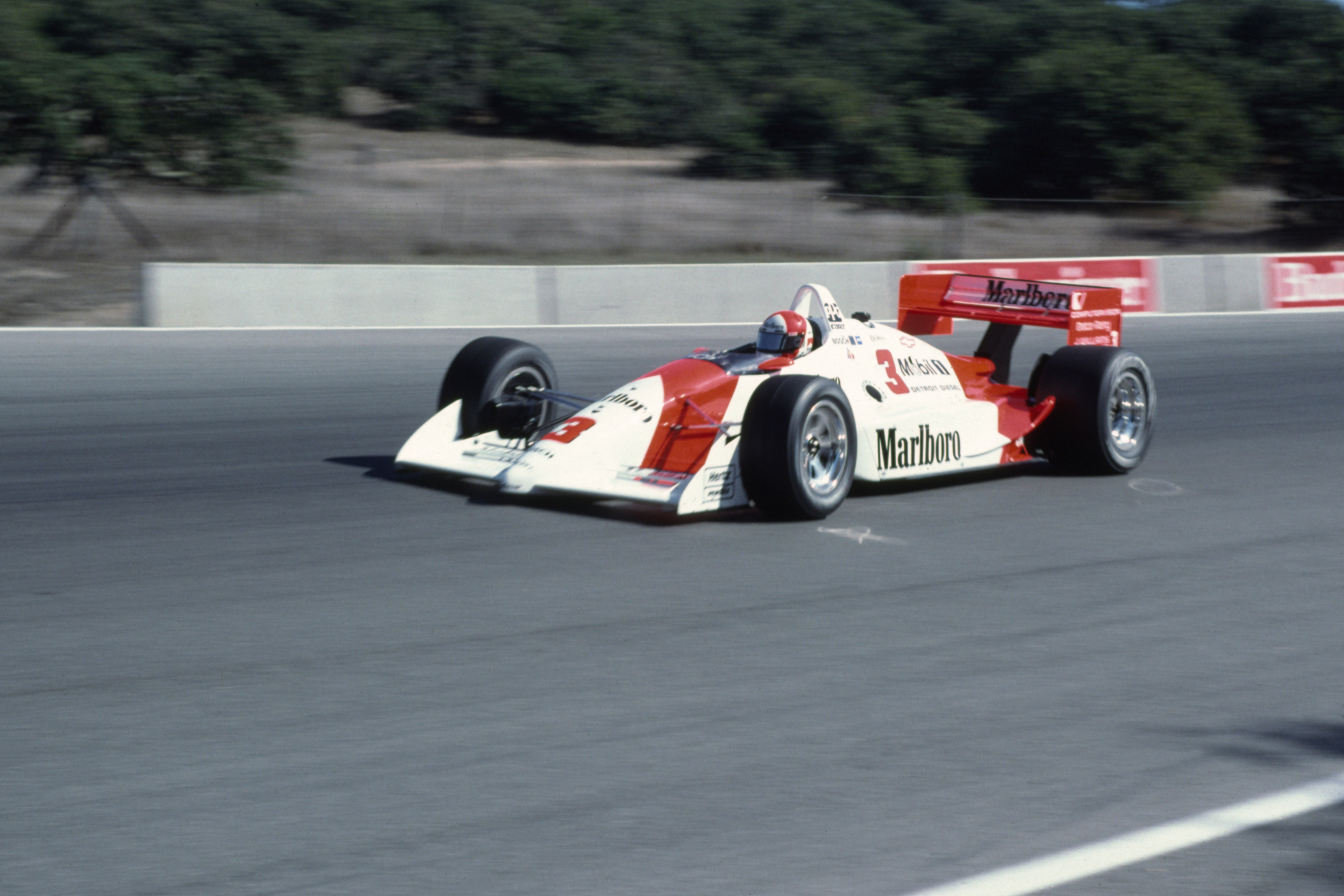
Rick Mears w 1991 roku

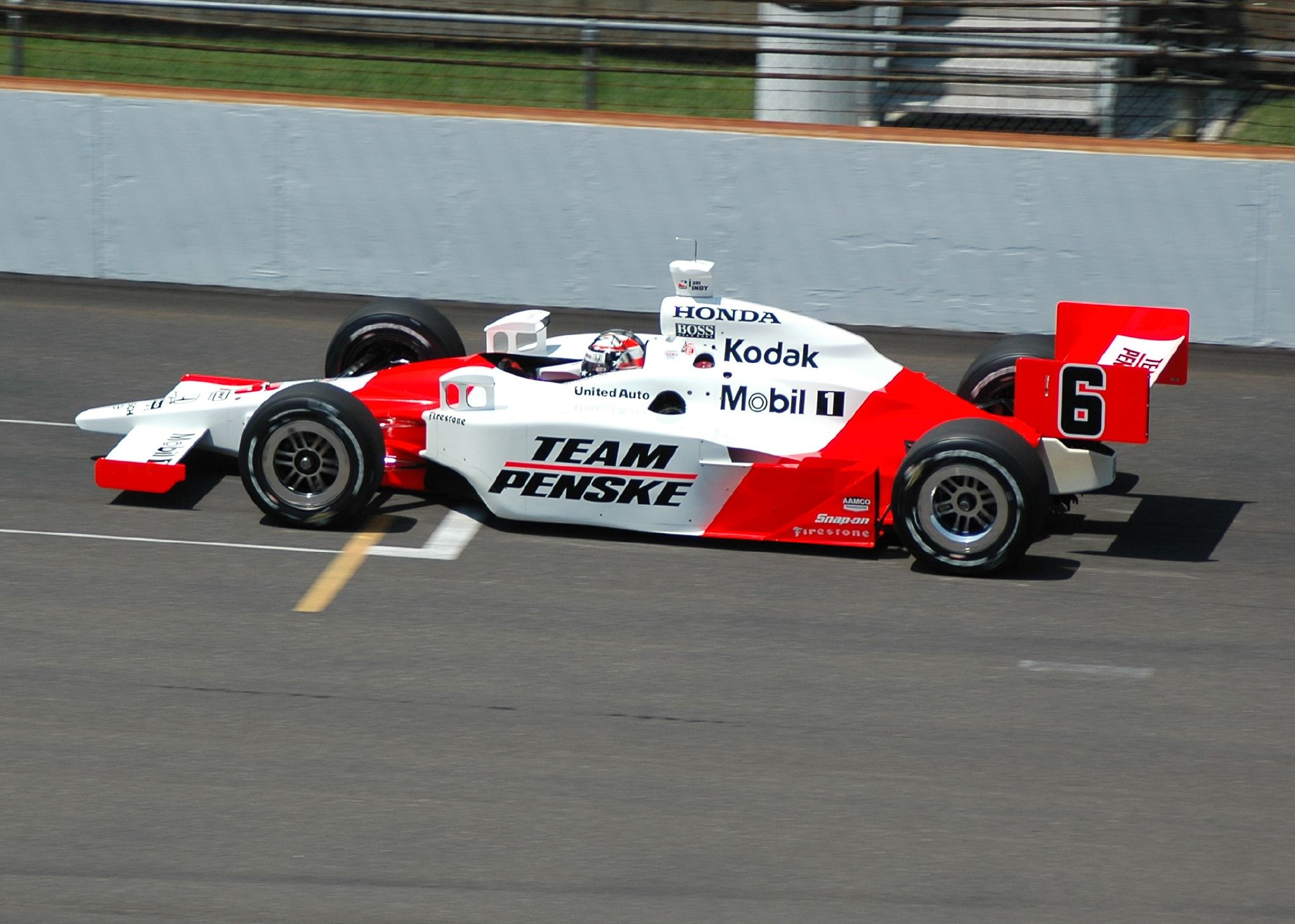
Sam Hornish Jr. podczas przygotowań do Indianapolis 500 w 2007 roku

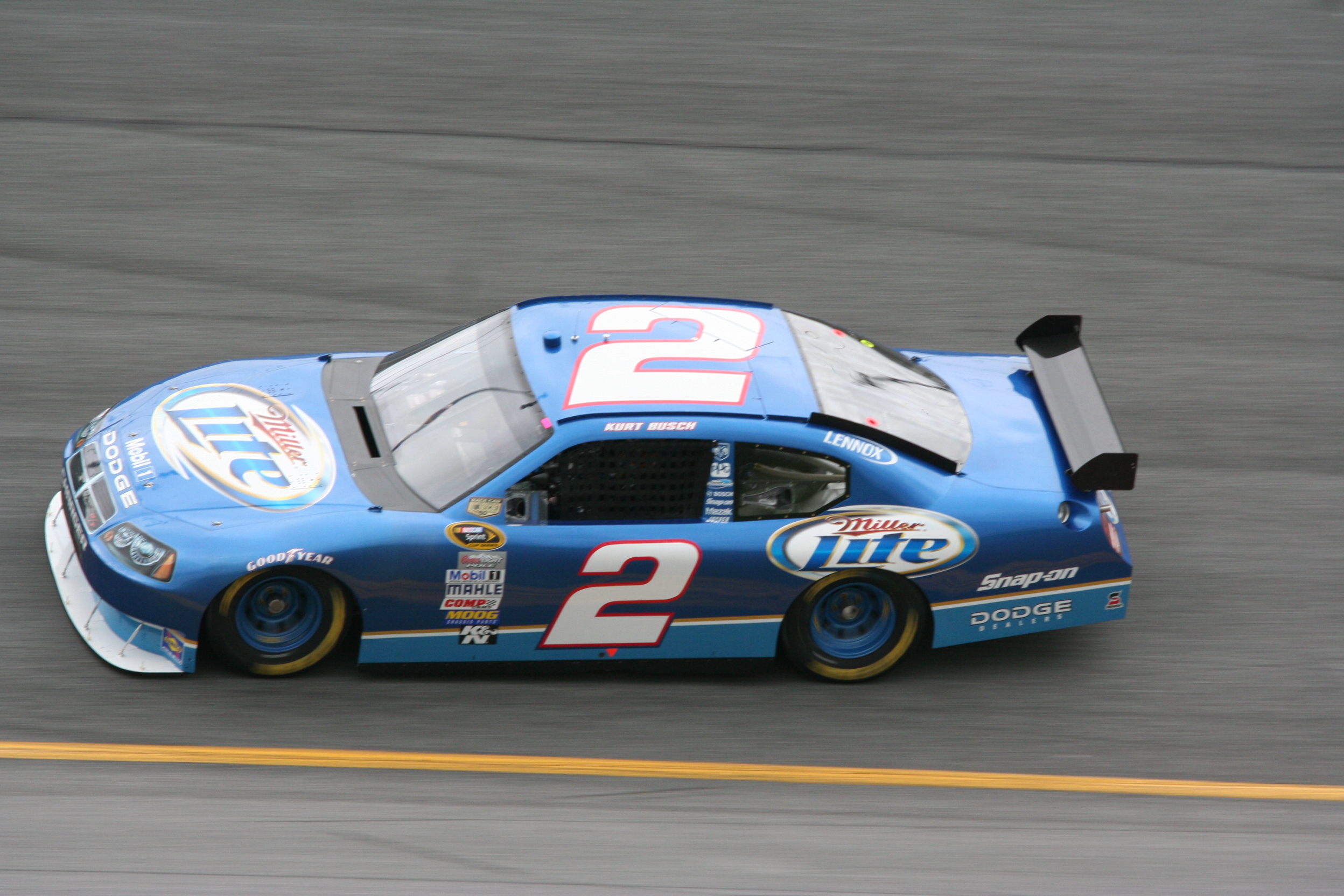
Kurt Busch w 2008 roku

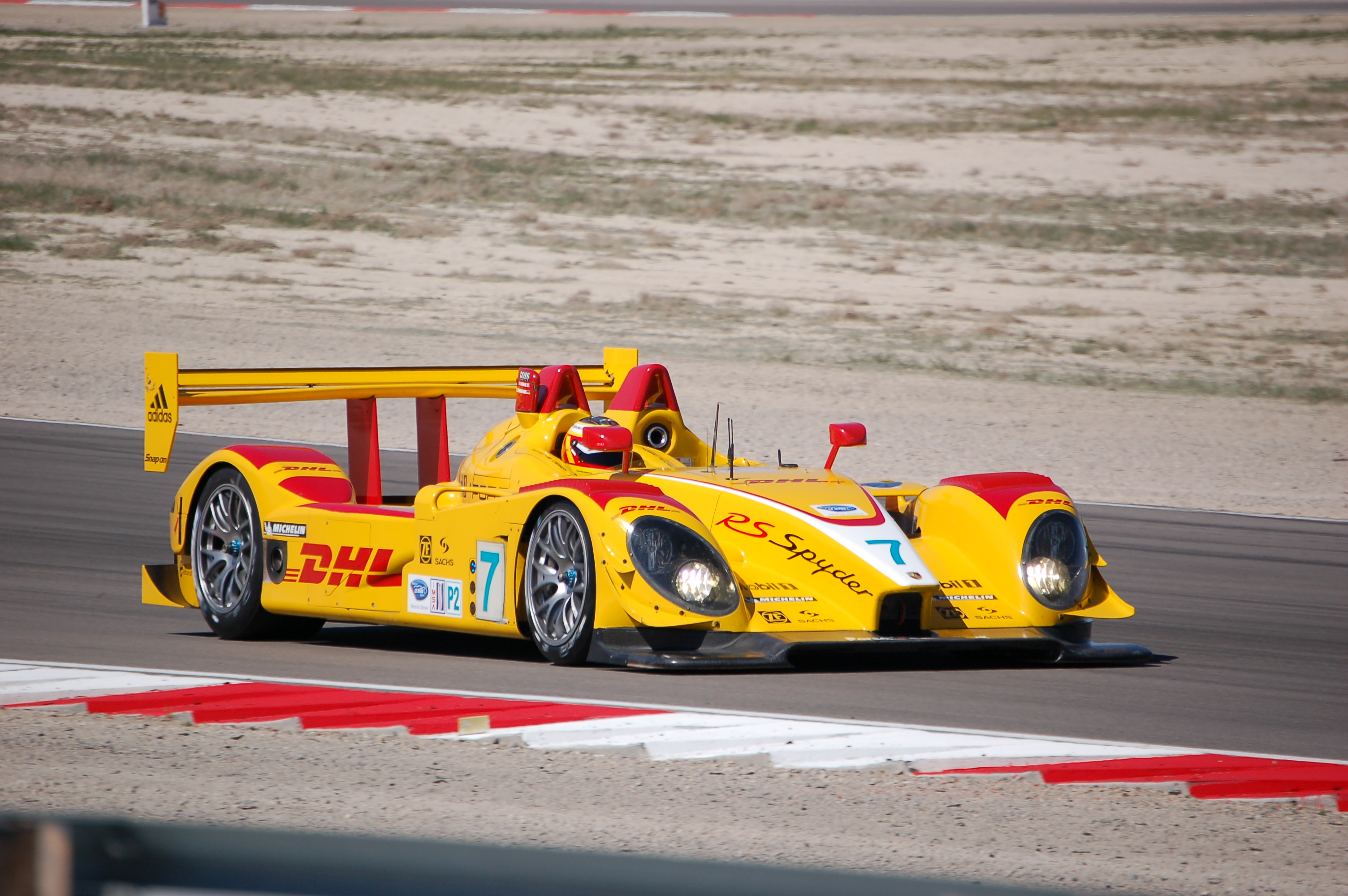
Porsche RS Spyder podczas wyścigu ALMS w 2008 roku

Penske Racing – zespół wyścigowy startujący w serii IndyCar, American Le Mans Series oraz NASCAR. W przeszłości startowali także m.in. w Formule 1 oraz serii CART. Zespół jest częścią grupy Penske Corporation, która należy do Rogera Penske.

## Historia

### CART / IndyCar
Zespół Penske od 1968 roku związany jest z wyścigami IndyCar (wtedy seria nazywała się USAC Championship Car Series) kiedy to wystawili samochód z Markiem Donohue jako kierowcą. W 1972 roku Donohue wygrał słynny wyścig Indianapolis 500. W 1978 roku Roger Penske wraz z Danem Gurneyem i kilkoma innymi właścicielami zespołów startujących w serii USAC stworzyli Championship Auto Racing Teams (CART), organizację mającą bronić praw zespołów i negocjować z władzami USAC zwiększenie wpływu na wizerunek serii. Ich żądania zostały odrzucone w związku z czym w 1979 roku CART stworzyło konkurencyjną serię wyścigową która bardzo szybko zyskała na popularności, a Penske Racing był zawsze jednym z czołowych zespołów serii. W latach 1979–2001 kierowcy startujący w barwach zespołu dziewięciokrotnie zdobywali mistrzostwo serii. Zespół w latach 1977-1999 korzystał z własnych nadwozi. Po zakończeniu sezonu 2001 Roger Penske podjął decyzję o zakończeniu startów w serii CART i przeniesieniu się od sezonu 2002 do Indy Racing League.
Od początku startów w IRL kierowcy zespołu Penske należą do czołówki. Już w pierwszym sezonie zajęli drugie (Castroneves) i trzecie miejsce (de Ferran). Natomiast tytuł mistrzowski przypadł im jak na razie tylko raz, zdobył go w 2006 roku następca de Ferrana – Sam Hornish Jr.

#### Kierowcy
- Mark Donohue (1968-1973)
- David Hobbs (1971)
- Gary Bettenhausen (1972-1974)
- Gordon Johncock (1972)
- Mike Hiss (1972,1974)
- Tom Sneva (1975-1978)
- Bobby Allison (1975)
- Mario Andretti (1976-1980)
- Rick Mears (1978-1992)
- Bobby Unser (1979-1981)
- Bill Alsup (1981)
- Kevin Cogan (1982)
- Al Unser (1983-1989)
- Johnny Rutherford (1984)
- Mike Thackwell (1984)
- Danny Sullivan (1985-1990)
- Geoff Brabham (1989)
- Emerson Fittipaldi (1990-1996)
- Paul Tracy (1991-1994, 1996-1997)
- Al Unser Jr. (1994-1999)
- Jan Magnussen (1996)
- André Ribeiro (1998)
- Alex Barron (1999, 2003)
- Gonzalo Rodríguez (1999)
- Tarso Marques (1999)
- Gil de Ferran (2000-2003)
- Hélio Castroneves (2000-2020)
- Max Papis (2002)
- Sam Hornish Jr. (2004-2007)
- Ryan Briscoe (2008-2012)
- Will Power (2009-)
- A. J. Allmendinger (2013)
- Juan Pablo Montoya (2014–2017)
- Simon Pagenaud (2015–2021)
- Oriol Servià (2016)
- Josef Newgarden (2017–)
- Scott McLaughlin (2020–)

### NASCAR
W serii NASCAR zespół Penske zadebiutował w 1972 roku i startował nieregularnie do 1980 roku. Po 11 latach przerwy, w 1991 roku, zespół powrócił na stałe do startów w NASCAR a kierowcą został Rusty Wallace, mistrz z 1989 roku. W sezonie 2008 w barwach zespołu Penske w serii NASCAR Sprint Cup Series startowali kierowcy: Kurt Busch (#2), Ryan Newman (#12) i Sam Hornish Jr. (#77).
W sezonie 2009 za kierownicą samochodu #12 Ryana Newmana zastąpił David Stremme.

### American Le Mans
Pod koniec sezonu 2005 zespół Penske zadebiutował w American Le Mans Series z samochodem Porsche RS Spyder. Od 2006 roku zespół regularnie wystawiał dwa samochody tej marki.

### IMSA
Pod początek sezonu 2018 zespół Penske zadebiutował w IMSA SportsCar Championship z samochodem Acura ARX-05. Od 2023 zespół Penske ponownie startuje w wyścigu Porsche 963.